# Cumbo
Der Cumbo war ein Volumenmaß für trockene Waren. Hierzu wurden gerechnet: Getreide, Reis und Salz. Das Maß galt im portugiesischen Gebiet Bardez und Salcete im indischen Bundesstaat Goa. Das dritte Maß in der Kette Curo wurde auch mit Mahnds oder Maunds durch Engländer bezeichnet. Der Coro wurde in 24 Medidas geteilt und hatte 24 2/3 Liter.
Die Maßkette war
- 1 Cumbo = 20 Candils = 400 Curos = 800 Choutos = 3200 Poris = 6400 Nactis = 12800 Anatis = 25600 Guernatis = 51200 Salavemes = 9866 2/3 Liter